# Toronto After Dark Film Festival
Le Toronto After Dark Film Festival est un festival de cinéma annuel qui se tient depuis 2006 au mois d'octobre à Toronto, au Canada. Il comprend une sélection de films d'horreur, de science-fiction et d'action,.

## Palmarès
Le prix principal est le prix du public, récompensant le meilleur film en compétition.
- 2006 : Derrière le masque
- 2007 : Alone
- 2008 : Morse
- 2009 : Dead Snow
- 2010 : Le Dernier Exorcisme
- 2011 : Father's Day
- 2012 : Cockneys vs Zombies
- 2013 : The Battery
- 2014 : Dead Snow 2
- 2015 : Deathgasm
- 2016 : Dernier train pour Busan
- 2017 : Trench 11
- 2018 : Anna and the Apocalypse
- 2019 : The Mortuary Collection
- 2020 : annulé
- 2021 : Seo Bok